# Devintas Fortas

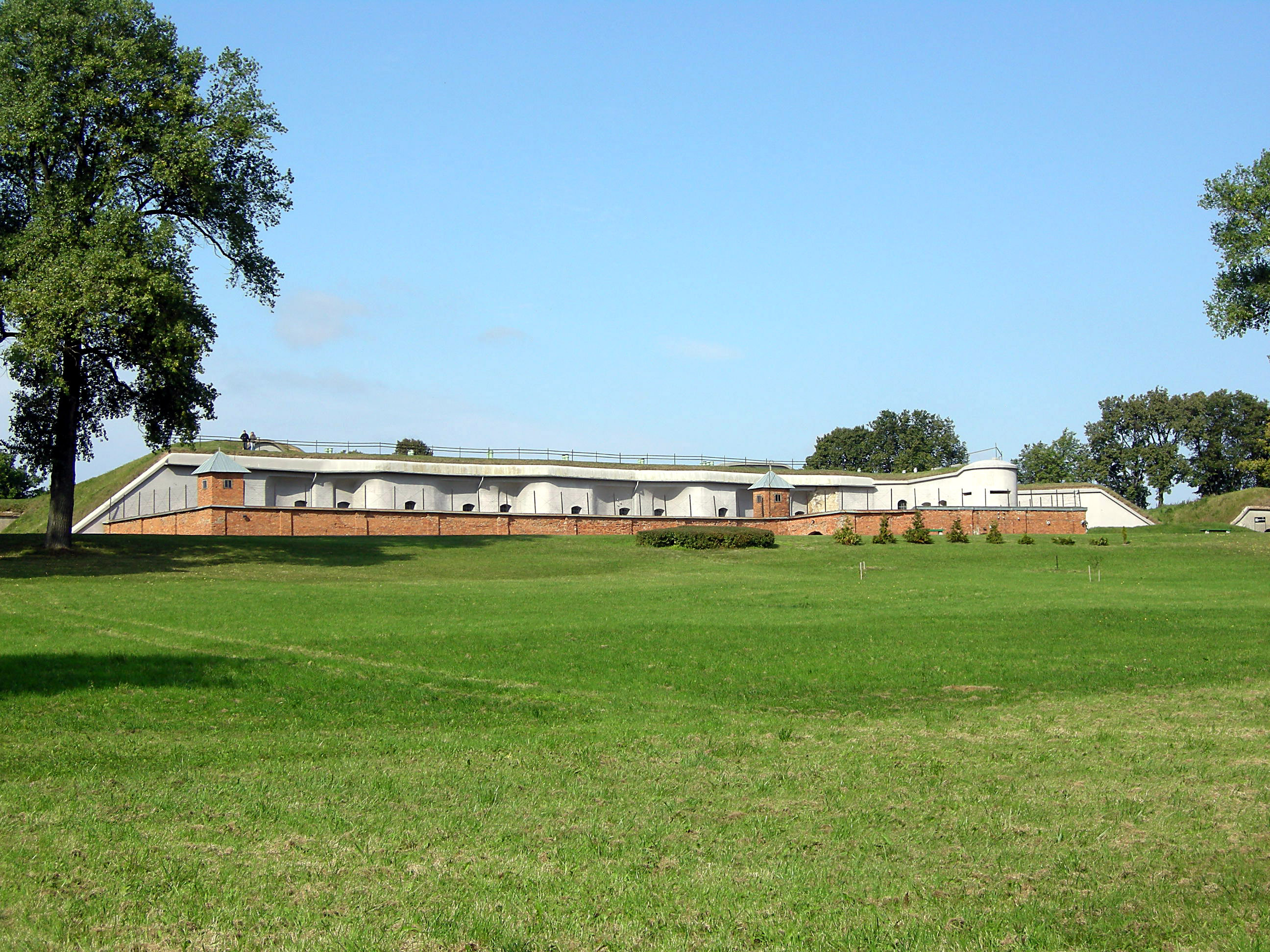
Det rekonstruerade Devintas Fortas.

Devintas Fortas ("Nionde fortet") är en befästning i den norra delen av Šilainiai i Kaunas i Litauen. Det är en del av Kaunas fästning, som byggdes under sent 1800-tal. Under den sovjetiska ockupationen av Litauen användes befästningen som fängelse och mellanförvaring av fångar inför transporten till Gulag. Under den tyska ockupationen användes anläggningen som koncentrationsläger och avrättningsplats för judar, sovjetiska krigsfångar, med flera.

## Galleri

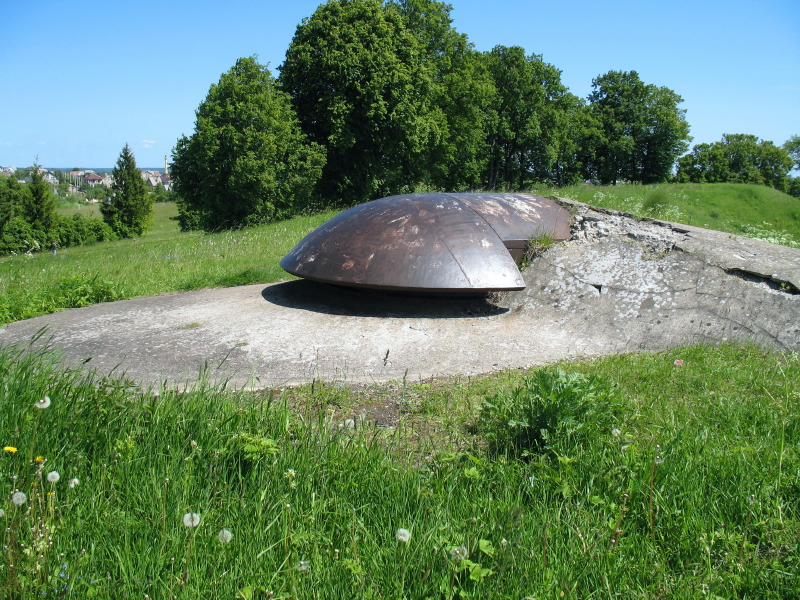
Utkikspost/skyttevärn.
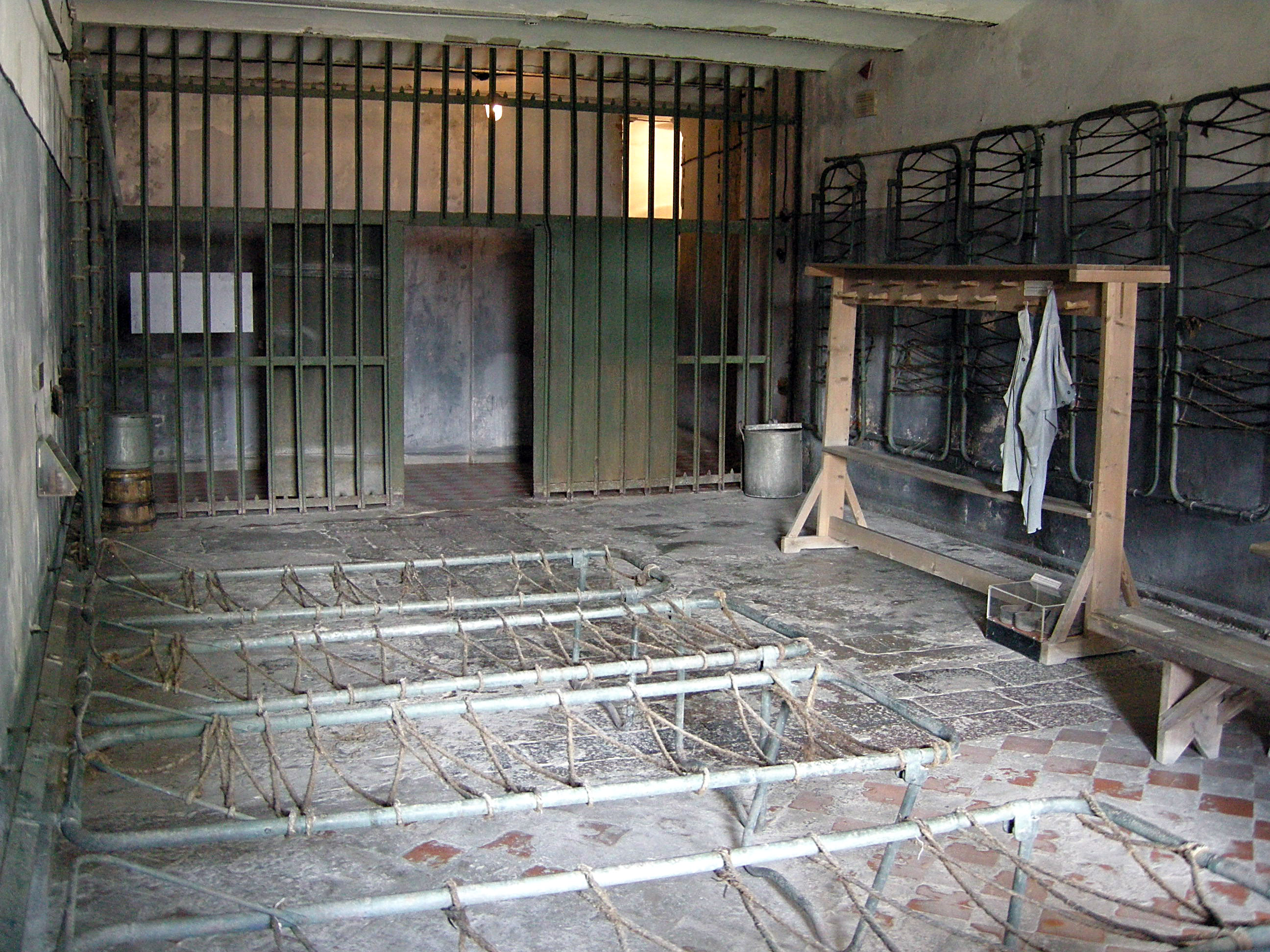
Cell.
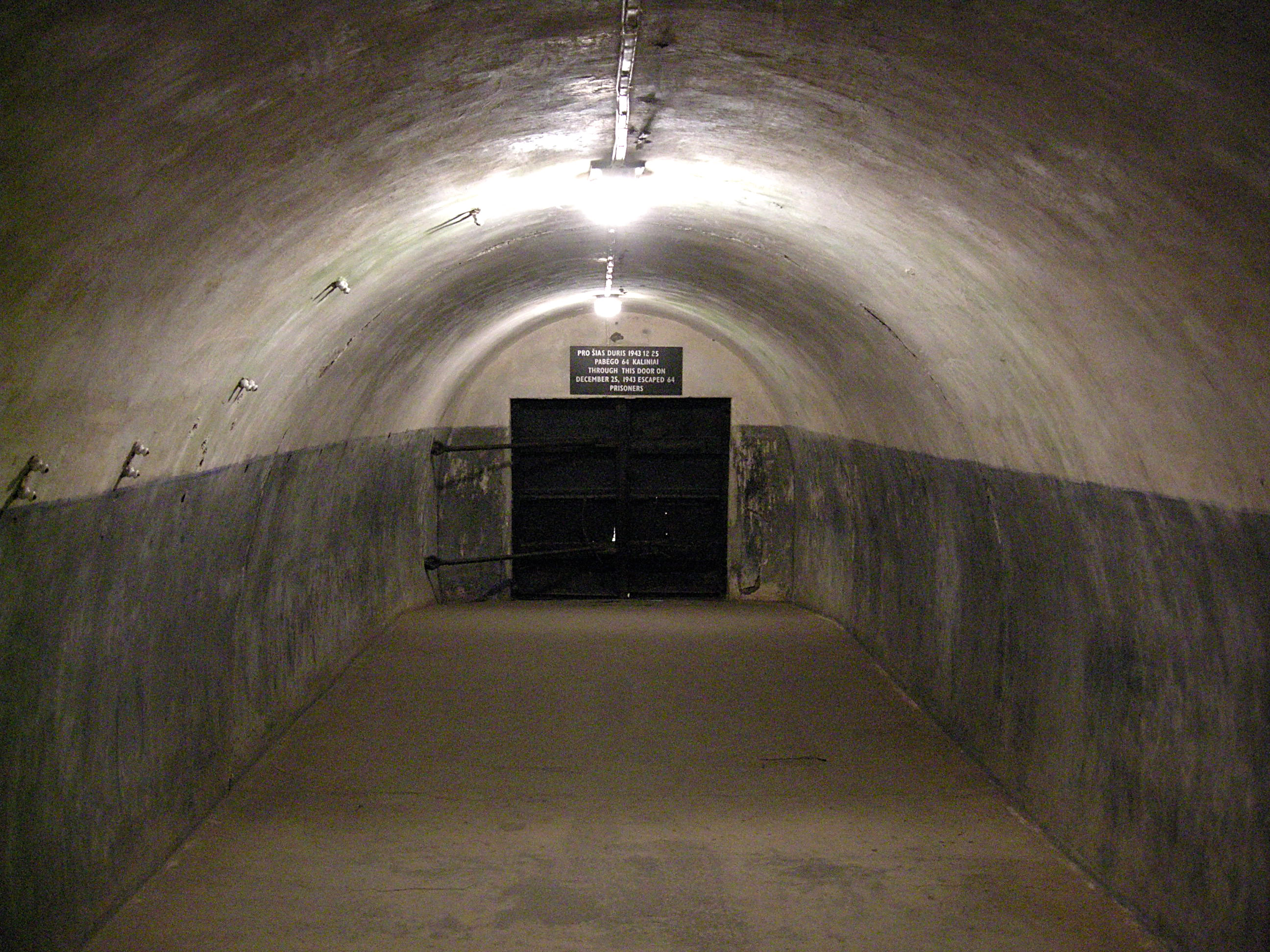
Genom denna dörr rymde 64 fångar den 25 december 1943.